# Gibsland
Gibsland es un pueblo ubicado en la parroquia de Bienville en el estado estadounidense de Luisiana. En el Censo de 2010 tenía una población de 979 habitantes y una densidad poblacional de 142,37 personas por km².

## Geografía
Gibsland se encuentra ubicado en las coordenadas 32°32′25″N 93°3′19″O / 32.54028, -93.05528. Según la Oficina del Censo de los Estados Unidos, Gibsland tiene una superficie total de 6.88 km², de la cual 6.82 km² corresponden a tierra firme y (0.83%) 0.06 km² es agua.

## Demografía
Según el censo de 2010, había 979 personas residiendo en Gibsland. La densidad de población era de 142,37 hab./km². De los 979 habitantes, Gibsland estaba compuesto por el 16.14% blancos, el 81.31% eran afroamericanos, el 0.1% eran amerindios, el 0.1% eran asiáticos, el 0% eran isleños del Pacífico, el 0.92% eran de otras razas y el 1.43% pertenecían a dos o más razas. Del total de la población el 1.53% eran hispanos o latinos de cualquier raza.